# Get Outta My Way
«Get Outta My Way» —en español: «Fuera de mi camino»— es una canción interpretada por la cantante australiana Kylie Minogue de su undécimo álbum de estudio Aphrodite. Fue lanzada como el segundo sencillo del álbum el 27 de septiembre del 2010. Fue incluida en un megamix presentado en el club nocturno para promocionar el lanzamiento de Aphrodite. Contó con notables presentaciones, entre ellas en el programa de su tierra natal Hey Hey It's Saturday, realizado el 21 de julio de 2010. La coreografía presentada se cambió en America's Got Talent, caracterizada por bailes usado en su posterior vídeo para la canción. El video musical fue estrenado en YouTube el 3 de septiembre, mostrando a Minogue envuelta en un ambiente colorido y adornado de luces y las sincronizadas proyecciones de Frieder Weiss.
Logró tener gran éxito en EE. UU., donde alcanzó el puesto número 1 en el Billboard Dance Charts; siendo así cinco veces números #1 en esa lista: «Can't Get You Out of My Head», «Love at First Sight», «Slow», «All the Lovers» y «Get Outta My Way».

## Historia
La canción fue confirmada como segundo sencillo de Aphrodite en el estreno del álbum en Ibiza el 5 de julio de 2010. La canción se hizo disponible a la escucha del público en el megamix de promoción del álbum antes de su lanzamiento. También lo confirmó como segundo sencillo de Aphrodite en el día del Orgullo Gay, en Madrid, durante su actuación.
Fue escrita por Lucas Secon, Cutfather y Damon Sharpe. Un extracto de la canción fue mostrada en el club nocturno Splash, junto a otras canciones del álbum reunidos en un megamix.
Según Lucas Secon, la canción no fue escrita para algún artista en particular, y en un momento, él mostró el demo de la canción a cinco artistas, incluida Kylie Minogue. Los artistas querían integrarlos como sencillo, antes de que fuera reclamada por Minogue. Secon la describió como una «[canción] electro, disco y sensual con unas letras inteligentes y algunas melodías realmente pegadizas».

## Estructura
«Get Outta My Way» es una canción dance-pop, con apertura de un veloz piano, seguido de un ritmo electropop y cargado estribillo. A lo largo de la canción, el piano es opacado por los estribillos y distorsionado en los puentes musicales. La canción también incluye la interjección de un hombre diciendo «¡hey!».

## Recepción crítica
Christel Loar de PopMatters dio a la canción una revisión positiva, indicando que en las canciones «las palpitaciones son irresistibles incluso cuando Kylie le dice a su chico exactamente lo que va a pasar si él sólo se queda sentado.» Rob Sheffield de Rolling Stone comentó que «por estos días Minogue tiene incontables artistas nuevos cantando en discotecas, desde La Roux a Gaga, pero "Get Outta My Way", muestra por qué sigue siendo la líder». Nui Te Koha de Herald Sun declaró que la canción contiene "líneas pianísticas italo-house que se funden en palpitantes ritmos mientras Kylie reflexiona en cada cambio y cambio". La canción entró en la lista airplay de Australia en el puesto 65, el 7 de agosto de 2010, y entró en la lista airplay de Japón en el puesto 85.

## Video musical

### Desarrollo
El video para «Get Outta My Way» fue filmado el 18 de agosto de 2010, en los Pinewood Studios, en Buckinghamshire, Inglaterra. Fue dirigido por el equipo británico integrado por Alex Large and Liane Sommers, a.k.a. AlexandLiane. Fue rodada por Factory Films y producida por Jon Adams. Tony Testa se encargó en la coreografía de la canción. El 26 de agosto de 2010, Parlophone publicó un clip muy corto enseñando las primeras imágenes del vídeo.
En los primeros segundos, el vídeo muestra a Minogue recostada sobre una pista de baile. En seguida, aparece acompañada por unos bailarines, también recostados, haciendo movimientos como si van a despertar. El peinado ochentero y rizado de Minogue, mostrado previamente en su presentación en las semifinales de la quinta temporada de America's Got Talent, es un guiño a la portada de su álbum debut Kylie.

### Trama
En general, el video tiene un ambiente disco, penumbroso e iluminada con haces de luz. También se caracteriza por tres cambios de indumentaria en Minogue y sus bailarines.
El vídeo comienza con Minogue acostada, de perfil, sobre una pista de baile con muchos bailarines (ataviados únicamente con mangas, pantalones negros, medias blancas y zapatos negros, últimas características que hacen recordar a Michael Jackson), alrededor del escenario. Minogue tiene un halo de luz (a veces tomando forma de líneas de dibujo de ensamble) en torno a su cuerpo mientras que los bailarines tienen unos rayos brillantes sobre ellos. En otra toma, se muestra a los bailarines, inmóviles y con posturas estilizadas, sentados sobre sillas blancas. Minogue se mueve y revela el rostro, iluminado por unas luces que proviene de sus dos manos, cubiertos de unos guantes deportivos. Después, los bailarines se mueven y Minogue continúa proyectando las luces sobre todo su cuerpo. A lo largo de esto, se muestra a ella y a sus bailarines deslizándose sobre la pista, con las sincronizadas y lineales luces. Cuando inicia el coro, los bailarines "levantan" la pista de baile donde se encuentra Minogue, agarrando por unas astas circundantes. Ella mueve los brazos con más énfasis, provocando líneas brillantes mucho más complicadas e impresionantes en la pista, llegando al punto de distorsionarlas. Al mismo tiempo, en tomas entrecortadas, aparece la coreografía presentada en America's Got Talent. 
Minogue y los bailarines se ordenan nuevamente, colocándose junto a sillas y sosteniéndolas. Forman un triángulo de atrás hacia adelante (ápice), donde Minogue se encuentra en el centro. Durante esta sección, hacen malabares con las sillas y las tiran a un lado. Por último, Minogue aparece parada sobre las sillas, cantando. Minogue viste un corpiño dorado de la firma neoyorkina The Blonds a base de encadenado de oro y unos Louboutin dorados.
Realizan movimientos bruscos y sincronizados con luces más detalladas, flexibles y aristadas. Una delgada capa de agua cubre el suelo del escenario. En otras tomas, ella aparece sobre un pedestal que surge de la espejada agua. Las luces se intensifican y desprenden una cantidad de puntos brillantes hacia arriba. Minogue está vestida con un traje rojo de cuero y calza unas botas largas hasta la rodilla.
Minogue aparece subiendo una escalinata-pasarela, hasta llega frente a una gran luz circular, simulando un sol. Los bailarines la siguen por los lados, mientras un largo velo vaporoso se agita delicadamente tras ella. Luego, la luz del sol inunda e ilumina todo el campo visual del escenario y todo el grupo, junto a Minogue. La delicada capa de agua se mantiene y, en reiteradas veces, es salpicada con los puños y patadas de bailarines, y los chapuzones de Minogues. Por último, los distintos escenarios se funden, mostrando diferentes movimientos y juegos complicados con las luces. El video finaliza, con Kylie y los bailarines, en la pista de baile haciendo movimientos lentos con los halos hasta que se desvanecen en negro.

### Proyecciones visuales
Las proyecciones es una mezcla de algunos trabajos del artista alemán Frieder Weiss. Los trabajos que incluye son «Glow» (resplandor sincronizado que sigue los pasos de Minogue, durante su performance en la pista de baile), «Shadows» (silueta blanca y brillante proyectada en una pared lisa, que imita los pasos de Minogue y sus bailarines en el escenario de las proyecciones visuales), «Telstra» (resplandores aristados) y «VJ-Gogos» (se puede apreciar en la distorsión de las siluetas de «Glow» y «Shadows», al transformarse en formas muy aristadas y enrevesadas).

### Recepción crítica
Entertainment Weekly dijo que: «Es literalmente un baile supercaliente de Kylie y retorcimientos en el suelo, vestida con un sinfín de trajes fabulosos y siendo, por lo general, hermosa. En pocas palabras, es un video que te hace sonreír. [...] 'Get Outta My Way' es sólo para pedirle que haga una cosa: '¡Baile! Vea si usted está de acuerdo conmigo por echar un vistazo aquí'.»

## Actuaciones en vivo
Su primera aparición fue en el club nocturno Splash en la ciudad de Nueva York, antes del estreno del álbum. La canción estaba integrada en un megamix. La promoción de la canción comenzó en Reino Unido por una completa coreografía presentada en el cómico programa británico de entrevistas Alan Carr: Chatty Man. También hizo una presentación de la canción en el programa australiano Hey Hey It's Saturday el 21 de julio de 2010.

## Lista de canciones
El 13 de agosto de 2010, Minogue publicó las canciones oficiales para el sencillo en su página web.
| - Sencillo en CD 1. «Get Outta My Way» (7th Heaven Mix) - 3:35 2. «Get Outta My Way» - 3:39 - Remixes por Bimbo Jones 1. «Get Outta My Way» (Bimbo Jones Piano Mix Radio Edit) - 3:30 2. «Get Outta My Way» (Bimbo Jones Club Remix Radio Edit) - 3:37 3. «Get Outta My Way» (Bimbo Jones Piano Mix) - 6:46 4. «Get Outta My Way» (Bimbo Jones Club Remix) - 6:51 - Maxisencillo en CD 1. «Get Outta My Way» - 3:39 2. «Get Outta My Way» (Bimbo Jones Club Remix - Radio Edit) - 3:35 3. «Get Outta My Way» (Sidney Samson Remix) - 5:35 4. «Get Outta My Way» (Paul Harris Vocal Remix) - 7:18 5. «Get Outta My Way» (Mat Zo Remix) - 8:31 6. «Get Outta My Way» (Music Video) - Disco de vinilo 7" 1. «Get Outta My Way» (Bimbo Jones Piano Mix - Radio Edit) - 3:35 2. «Get Outta My Way» - 3:39 - CD promocional para Reino Unido 1. «Get Outta My Way» - 3:41 2. «Get Outta My Way» (Instrumental) - 3:44 - CD promocional para EE. UU. #1 1. «Get Outta My Way» (7th Heaven Radio Mix) - 3:35 2. «Get Outta My Way» (Paul Harris Mix) - 7:18 3. «Get Outta My Way» (Paul Harris Dub) - 7:36 4. «Get Outta My Way» (7th Heaven Club Mix) - 7:52 - CD promocional para EE. UU. #2 1. «Get Outta My Way» (BeatauCue Remix) - 5:03 2. «Get Outta My Way» (Sidney Samson Remix) - 5:34 3. «Get Outta My Way» (Kris Menace Remix) - 6:46 4. «Get Outta My Way» (Daddy's Groove Remix) - 8:02 5. «Get Outta My Way» (Mat Zo Remix) - 8:30 - CD promocional para EE. UU. #3 1. «Get Outta My Way» (US Version) 2. «Get Outta My Way» (Instrumental) | - Descarga digital 1. «Get Outta My Way» - 3:39 - EP de remixes en iTunes 1. «Get Outta My Way» (Bimbo Jones Club Remix Radio Edit) - 3:35 2. «Get Outta My Way» - 3:39 3. «Get Outta My Way» (BeatauCue Remix) - 5:01 4. «Get Outta My Way» (Steve Anderson's Pacha Extended Mix) - 6:44 5. «Get Outta My Way» (Kris Menace Remix) - 6:46 6. «Get Outta My Way» (Paul Harris Vocal Remix) - 7:18 7. «Get Outta My Way» (Daddy's Groove Magic Island Rework) - 8:03 - EP de remixes en Amazon.co.uk 1. «Get Outta My Way» (Bimbo Jones Club Remix Radio Edit) - 3:35 2. «Get Outta My Way» (7th Heaven Radio Edit) - 3:37 3. «Get Outta My Way» - 3:41 4. «Get Outta My Way» (Sidney Samson Remix) - 5:35 5. «Get Outta My Way» (SDP Extended Mix) - 5:41 6. «Get Outta My Way» (Paul Harris Dub Remix) - 7:37 7. «Get Outta My Way» (Daddy's Groove Magic Island Rework) - 8:03 - EP de remixes en Masterbeat.com 1. «Get Outta My Way» (7th Heaven Radio Mix) - 3:35 2. «Get Outta My Way» (Stuart Price Extended Club) - 5:40 3. «Get Outta My Way» (Paul Harris Remix) - 7:19 4. «Get Outta My Way» (Paul Harris Dub) - 7:36 5. «Get Outta My Way» (7th Heaven Club Mix) - 7:52 - EP de remixes para Australia 1. «Get Outta My Way» (7th Heaven Radio Edit) - 3:35 2. «Get Outta My Way» (Bimbo Jones Club Remix Radio Edit) - 3:36 3. «Get Outta My Way» - 3:39 4. «Get Outta My Way» (Sidney Samson Remix) - 5:36 5. «Get Outta My Way» (SDP Extended Mix) - 5:40 6. «Get Outta My Way» (Paul Harris Dub Remix - 7:19 7. «Get Outta My Way» (Daddy's Groove Magic Island Rework) - 8:02 |

## Posicionamiento en listas y certificaciones
| Listas (2010)                               | Posición máxima |
| ------------------------------------------- | --------------- |
| Alemania (Media Control AG)                 | 41              |
| Australia (ARIA)                            | 69              |
| Austria (Ö3 Austria Top 40)                 | 61              |
| Bélgica (Flandes) (Ultratip Bubbling Under) | 5               |
| Bélgica (Valonia) (Ultratip Bubbling Under) | 6               |
| Brasil (Brasil Hot 100 Airplay)             | 16              |
| Brasil (Billboard Hot Pop Songs)            | 1               |
| República Checa (Rádio Top 100)             | 50              |
| Dinamarca (Airplay danés)                   | 12              |
| Escocia (The Official Charts Company)       | 11              |
| Eslovaquia (Rádio Top 100)                  | 18              |
| España (Los 40 Principales)                 | 12              |
| España (iTunes Chart)                       | 1               |
| España (Top 100 Canciones)                  | 11              |
| Estados Unidos (Hot Dance Club Songs)       | 1               |
| Estados Unidos (Billboard Hot 100)          | 105             |
| European Hot 100                            | 25              |
| Francia (SNEP)                              | 29              |
| Irlanda (IRMA)                              | 33              |
| Japón (Japan Hot 100)                       | 57              |
| Reino Unido (UK Singles Chart)              | 12              |
| Suiza (Schweizer Hitparade)                 | 23              |

| País           | Lista de fin de año (2010)     | Posición |
| -------------- | ------------------------------ | -------- |
| Estados Unidos | Billboard Hot Dance Club Songs | 28       |

## Sucesión en listas
| Predecesor: «Body Shots» de Kaci Battaglia con Ludacris | Hot Dance Club Songs — Sencillo Nro 1 30 de octubre de 2010 — 6 de noviembre de 2010 | Sucesor: «To Paris with Love» de Donna Summer |

## Personal
- Kylie Minogue – voz principal
- Cutfather – compositor, producción
- Lucas Secon – compositor, coproducción
- Damon Sharpe – compositor, coproducción, grabación
- Peter Wallevik – compositor, coproducción
- Daniel Davidsen – compositor, coproducción
- Stuart Price – coproducción, mezcla
- Pete Hoffman – grabación
- Mads Nilsson – mezcla
- Maime Hladiy – bajo
- Alexandra Segal – voces adicionales
- Maxime Hladiy - bajo eléctrico
- Dave Emery - asistente de mezcla
- Geoff Pesche - masterización

Fuente: